# Construccions de pedra seca IV (l'Albi)
Les Construccions de pedra seca IV és una obra de l'Albi (Garrigues) inclosa a l'Inventari del Patrimoni Arquitectònic de Catalunya.

## Descripció
Cabana amb volta de pedra i porta sense muntants encarats al sud-est, construïda cap el 1832 d'esquena a un coster. Mesura 4,35 m de llarg per 2,40 m. d'ample i 2,20 m d'alçada. Al seu interior hi ha una menjadora per animals, una llar de foc i armaris encastats. Degut a la seva situació, al haver fet la volta es va poder rebaixar a l'interior i així també funciona com a paret.
A l'exterior hi ha un recer encarat cap a l'est que es feia servir per a estades curtes, ja que hi ha un racó on s'hi feia foc.